# ISO 31-1
ISO 31-1は、時間及び空間に関する量とその単位について定めた国際標準化機構(ISO)の国際規格で、ISO 31の一部である。
2006年に発行されたISO 80000-3によって置き換えられ、ISO 31-1は廃止された。
日本工業規格(JIS)では JIS Z 8202-1:2000 が相当する。2014年に ISO 80000-3 に相当する JIS Z 8000-3:2014 が発行され、 JIS Z 8202-1:2000 は廃止された。

## 定義
ISO 31-1では以下の量・単位の名前と記号が定義されている。なお、名称と定義の日本語訳はJIS Z 8202-1に拠る。
| 量                             | 量                                                                      | 単位             | 単位   | 単位 | 備考 |
| 名称                           | 記号                                                                    | 名称             | 記号   | 定義 | 備考 |
| ------------------------------ | ----------------------------------------------------------------------- | ---------------- | ------ | --- | --- |
| 角度（平面角）                 | α, β, γ, ϑ, φ                                                           | ラジアン         | rad    | 1 rad = 1 m⁄m = 1                                                                                             | |
| 角度（平面角）                 | α, β, γ, ϑ, φ                                                           | 度               | °      | 1° = π⁄180 rad                                                                                                | これら上付き形の単位記号と数値との間は間隔を開けない。度は、十進法による分割が望ましい（例: 12°30′よりも12.5°）。 |
| 角度（平面角）                 | α, β, γ, ϑ, φ                                                           | 分               | ′      | 1′ = (1⁄60)°                                                                                                  | これら上付き形の単位記号と数値との間は間隔を開けない。度は、十進法による分割が望ましい（例: 12°30′よりも12.5°）。 |
| 角度（平面角）                 | α, β, γ, ϑ, φ                                                           | 秒               | ″      | 1″ = (1⁄60)′                                                                                                  | これら上付き形の単位記号と数値との間は間隔を開けない。度は、十進法による分割が望ましい（例: 12°30′よりも12.5°）。 |
| 立体角                         | Ω                                                                       | ステラジアン     | sr     | 1 sr = 1 m²⁄m² = 1                                                                                            | |
| 長さ                           | l, L                                                                    | メートル         | m      | メートルは、1⁄299 792 458秒の時間に光が真空中を伝わる行程の長さ（光速を参照）                                 | |
| 幅                             | b                                                                       | メートル         | m      | メートルは、1⁄299 792 458秒の時間に光が真空中を伝わる行程の長さ（光速を参照）                                 | |
| 高さ                           | h                                                                       | メートル         | m      | メートルは、1⁄299 792 458秒の時間に光が真空中を伝わる行程の長さ（光速を参照）                                 | |
| 厚さ                           | d, δ                                                                    | メートル         | m      | メートルは、1⁄299 792 458秒の時間に光が真空中を伝わる行程の長さ（光速を参照）                                 | |
| 半径                           | r, R                                                                    | メートル         | m      | メートルは、1⁄299 792 458秒の時間に光が真空中を伝わる行程の長さ（光速を参照）                                 | |
| 直径                           | d, D                                                                    | メートル         | m      | メートルは、1⁄299 792 458秒の時間に光が真空中を伝わる行程の長さ（光速を参照）                                 | |
| 行程の長さ、変位ベクトル       | s, s                                                                    | メートル         | m      | メートルは、1⁄299 792 458秒の時間に光が真空中を伝わる行程の長さ（光速を参照）                                 | |
| 距離                           | d, r                                                                    | メートル         | m      | メートルは、1⁄299 792 458秒の時間に光が真空中を伝わる行程の長さ（光速を参照）                                 | |
| デカルト座標                   | x, y, z                                                                 | メートル         | m      | メートルは、1⁄299 792 458秒の時間に光が真空中を伝わる行程の長さ（光速を参照）                                 | |
| 曲率半径                       | ϱ                                                                       | メートル         | m      | メートルは、1⁄299 792 458秒の時間に光が真空中を伝わる行程の長さ（光速を参照）                                 | |
| 曲率                           | ϰ                                                                       | 毎メートル       | m−1    | | ϰ=1⁄ϱ |
| 面積                           | A                                                                       | 平方メートル     | m²     | | 単位アール(1 a = 100 m²)とヘクタール(1 ha = 100 a)、農地の面積を表すのに用いる。                                  |
| 体積                           | V                                                                       | 立方メートル     | m³     | | |
| 体積                           | V                                                                       | リットル         | L, l   | 1 L = 1 dm³                                                                                                   | いくつかのフォントで小文字の"l"が数字の"1"と区別がつかないため、大文字のLの方が望ましい。                         |
| 時間・時間間隔・継続期間       | t                                                                       | 秒               | s      | 秒は、セシウム133の原子の基底状態の二つの超微細構造の間の遷移に対応する放射の周期の9 192 631 770 倍の継続時間 | 時刻の表現法は、ISO 8601で定められている。                                                                        |
| 時間・時間間隔・継続期間       | t                                                                       | 分               | min    | 1 min = 60 s                                                                                                  | 時刻の表現法は、ISO 8601で定められている。                                                                        |
| 時間・時間間隔・継続期間       | t                                                                       | 時間             | h      | 1 h = 60 min = 3 600 s                                                                                        | 時刻の表現法は、ISO 8601で定められている。                                                                        |
| 時間・時間間隔・継続期間       | t                                                                       | 日               | d      | 1 d = 24 h = 86 400 s                                                                                         | 時刻の表現法は、ISO 8601で定められている。                                                                        |
| 角速度                         | ω                                                                       | ラジアン毎秒     | rad⁄s  | | ω=dφ⁄dt |
| 角加速度                       | α                                                                       | ラジアン毎秒毎秒 | rad⁄s² | | α=dω⁄dt |
| 速度・速さ                     | v（一般）, v（速度ベクトル）, c（波の伝播速度）, u, v, w（速度cの成分） | メートル毎秒     | m⁄s    | | |
| 速度・速さ                     | v（一般）, v（速度ベクトル）, c（波の伝播速度）, u, v, w（速度cの成分） | キロメートル毎時 | km⁄h   | | |
| 加速度・加速度ベクトル         | a, a                                                                    | メートル毎秒毎秒 | m⁄s²   | 1 g = 9.80665 m⁄s²                                                                                            | |
| 自由落下の加速度・重力の加速度 | g                                                                       | メートル毎秒毎秒 | m⁄s²   | 1 g = 9.80665 m⁄s²                                                                                            | |

## 附属書 A
ISO 31-1の附属書 Aには、時間と空間に関するフート・ポンド及び秒を基本とする単位（ヤード・ポンド法）が列挙されている。

## 附属書 B
附属書 Bには、時間と空間に関するその他の非SIの単位として、グラード・光年・天文単位・パーセク・回帰年・ガルが挙げられている。